# Bousseviller
Ne doit pas être confondu avec Buswiller.
Bousseviller [busvilɛʁ] est une commune française située dans le département de la Moselle, en Lorraine et en région Grand Est.
Le village fait partie du pays de Bitche, du parc naturel régional des Vosges du Nord et du bassin de vie de la Moselle-Est. En 2022, la population légale est de 115 habitants, appelés les Boussevillerois.

## Géographie

### Localisation
Situé au nord de Bitche, le petit village de Bousseviller est installé au fond de la vallée de la Horn, dans la zone où le pays couvert est troué de vastes clairières de défrichement.

### Géologie et relief
La commune se compose de 79,87 hectares de territoires agricoles (20,12 %) et 317,56 hectares de forêts et milieux semi-naturels (79,99 %).
Espaces naturels :
- Cinq espaces protégés hors Natura 2000 :

Vallée de la schwartzbach,
Vallée de la schwartzbach  - parcelle en maitrise d'usage,
Vosges Du Nord : Réserve de Biosphère, zone tampon,
Vosges Du Nord : Réserve de Biosphère, zone de transition,
Vosges Du Nord : Parc naturel régional.
- Un espace protégé Natura 2000 :

Cours d'eau, tourbières, rochers et forêts des Vosges du nord et souterrain de Ramstein.
- Trois zones naturelles d'intérêt écologique, faunistique et floristique (Znieff) :

Forêts spontanées des Vosges du nord,
Rivière La Horn de Walscbronn à Bousseviller,
Vallée de la Schwartzbach de Bousseviller à Haspelschiedt.
Commune membre du parc naturel régional des Vosges du Nord
Formations géologiques du territoire communal présentes à l'affleurement ou en subsurface
Proportion de types de couverture (Année 2012) :
- Forêts : 79 %,
- Prairies : 20,1 %,
- Zones agricoles hétérogènes < 0,5%.

### Sismicité
Commune située dans une zone de sismicité 2 faible.

### Hydrographie et les eaux souterraines
La commune est située dans le bassin versant du Rhin au sein du bassin Rhin-Meuse. Elle est drainée par la Horn et le ruisseau le Schwartzenbach.
La Horn, d'une longueur totale de 27,6 km, prend sa source dans la commune de Bitche, traverse huit communes française, puis pousuit son cours dans le Land de Rhénanie-Palatinat en Allemagne où il conflue avec le Schwarzbach.
Le Schwartzenbach, d'une longueur totale de 11,7 km, prend sa source dans la commune de Haspelschiedt et se jette  dans la Horn en limite de Bousseviller et de Liederschiedt, après avoir traversé quatre communes.

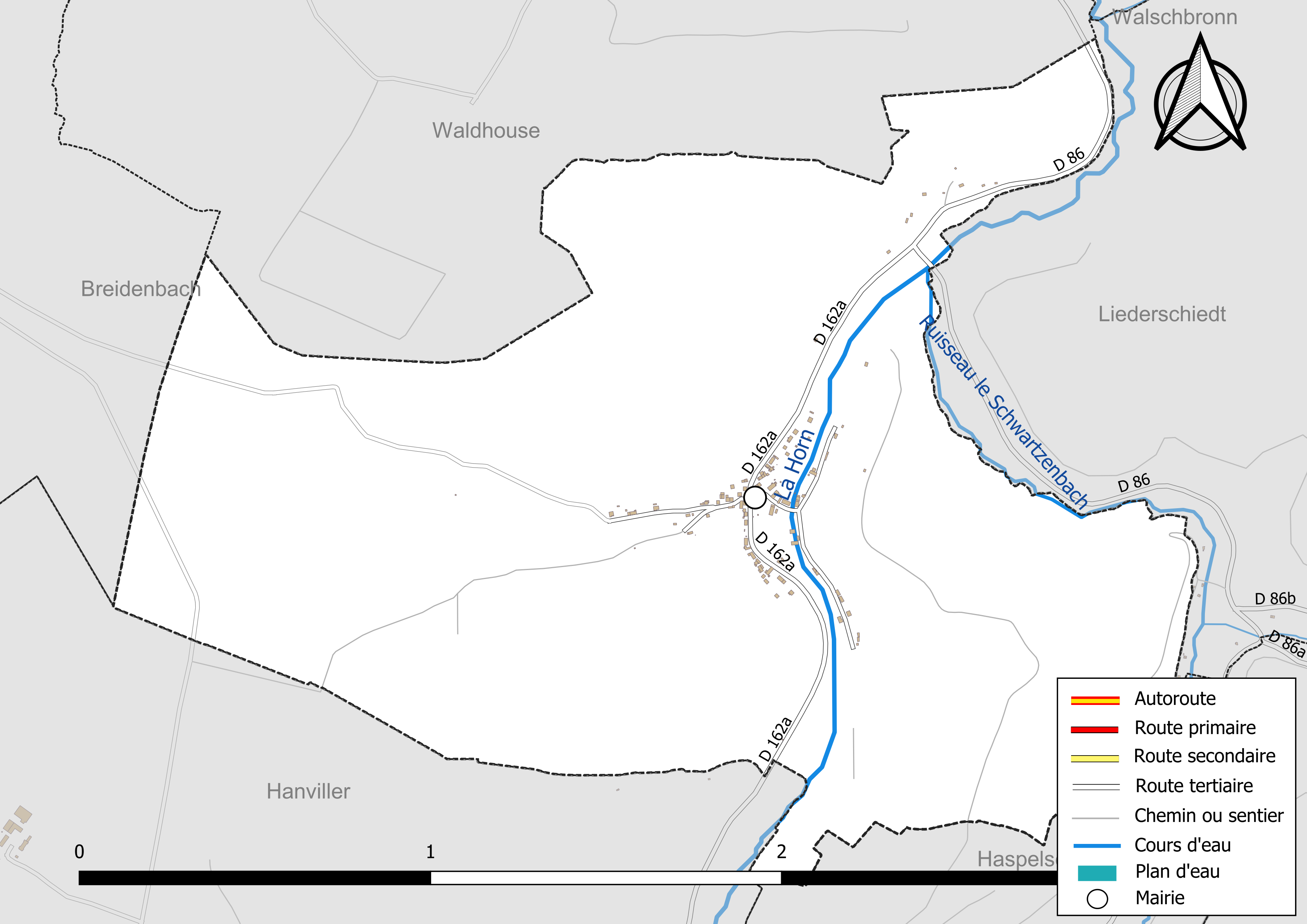
Réseaux hydrographique et routier de Bousseviller.

La qualité de la Horn et du ruisseau le Schwartzenbach peut être consultée sur un site spécial géré par les agences de l’eau et l’Agence française pour la biodiversité.

### Intercommunalité
Commune membre de la Communauté de communes du Pays de Bitche

### Climat
Pour des articles plus généraux, voir Climat du Grand Est et Climat de la Moselle.
En 2010, le climat de la commune est de type climat des marges montargnardes, selon une étude du Centre national de la recherche scientifique s'appuyant sur une série de données couvrant la période 1971-2000. En 2020, Météo-France publie une typologie des climats de la France métropolitaine dans laquelle la commune est exposée à un climat semi-continental et est dans la région climatique  Vosges, caractérisée par une pluviométrie très élevée (1 500 à 2 000 mm/an) en toutes saisons et un hiver rude (moins de 1 °C). 
Pour la période 1971-2000, la température annuelle moyenne est de 9,6 °C, avec une amplitude thermique annuelle de 17 °C. Le cumul annuel moyen de précipitations est de 941 mm, avec 12,4 jours de précipitations en janvier et 9,7 jours en juillet. Pour la période 1991-2020, la température moyenne annuelle observée sur la station météorologique de Météo-France la plus proche, « Volmunster », sur la commune de Volmunster à 8 km à vol d'oiseau, est de 10,2 °C et le cumul annuel moyen de précipitations est de 760,1 mm. 
La température maximale relevée sur cette station est de 37,6 °C, atteinte le 25 juillet 2019 ; la température minimale est de −18,6 °C, atteinte le 24 décembre 2001,,. 
Les paramètres climatiques de la commune ont été estimés pour le milieu du siècle (2041-2070) selon différents scénarios d'émission de gaz à effet de serre à partir des nouvelles projections climatiques de référence DRIAS-2020. Ils sont consultables sur un site spécial publié par Météo-France en novembre 2022.

### Voies de communications et transports

#### Voies routières
- D162a vers Hanviller[22],
- D162d vers Eschwiller.

#### Transports en commun
- Fluo Grand Est.

##### SNCF
- Gare de Bitche,
- Gare de Rohrbach-lès-Bitche,
- Gare de Niederbronn-les-Bains,
- Gare de Wingen-sur-Moder.

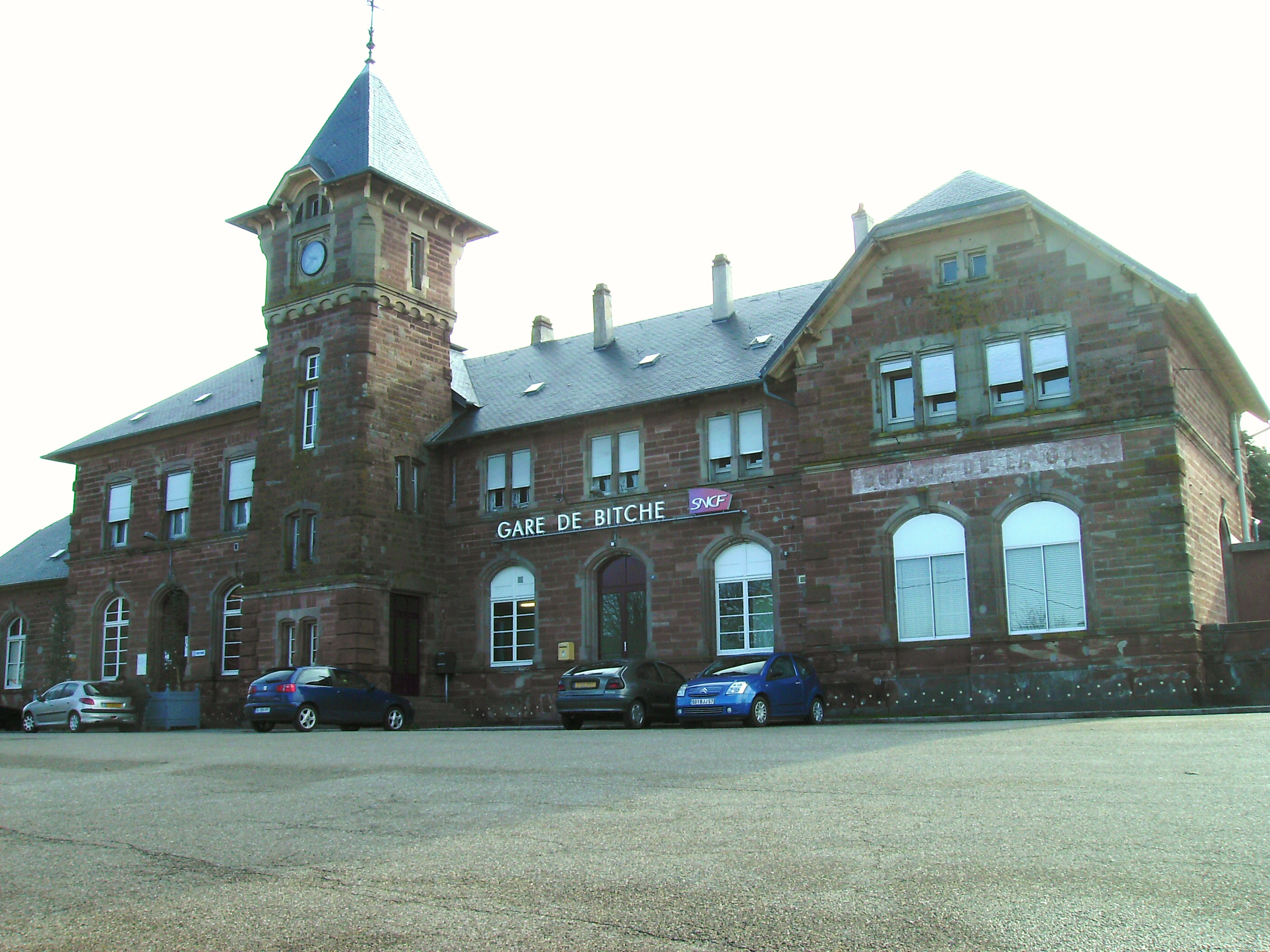
Gare de Bitche.

- Ancienne Gare de Wœlfling-lès-Sarreguemines.

##### Aéroport
- Aéroport de Deux-Ponts

## Urbanisme

### Typologie
Au 1er janvier 2024, Bousseviller est catégorisée commune rurale à habitat très dispersé, selon la nouvelle grille communale de densité à sept niveaux définie par l'Insee en 2022.
Elle est située hors unité urbaine et hors attraction des villes,.

### Occupation des sols
L'occupation des sols de la commune, telle qu'elle ressort de la base de données européenne d’occupation biophysique des sols Corine Land Cover (CLC), est marquée par l'importance des forêts et milieux semi-naturels (79,9 % en 2018), en diminution par rapport à 1990 (81,3 %). La répartition détaillée en 2018 est la suivante : 
forêts (79,9 %), prairies (20,1 %), zones agricoles hétérogènes (0,1 %). L'évolution de l’occupation des sols de la commune et de ses infrastructures peut être observée sur les différentes représentations cartographiques du territoire : la carte de Cassini (XVIIIe siècle), la carte d'état-major (1820-1866) et les cartes ou photos aériennes de l'IGN pour la période actuelle (1950 à aujourd'hui).

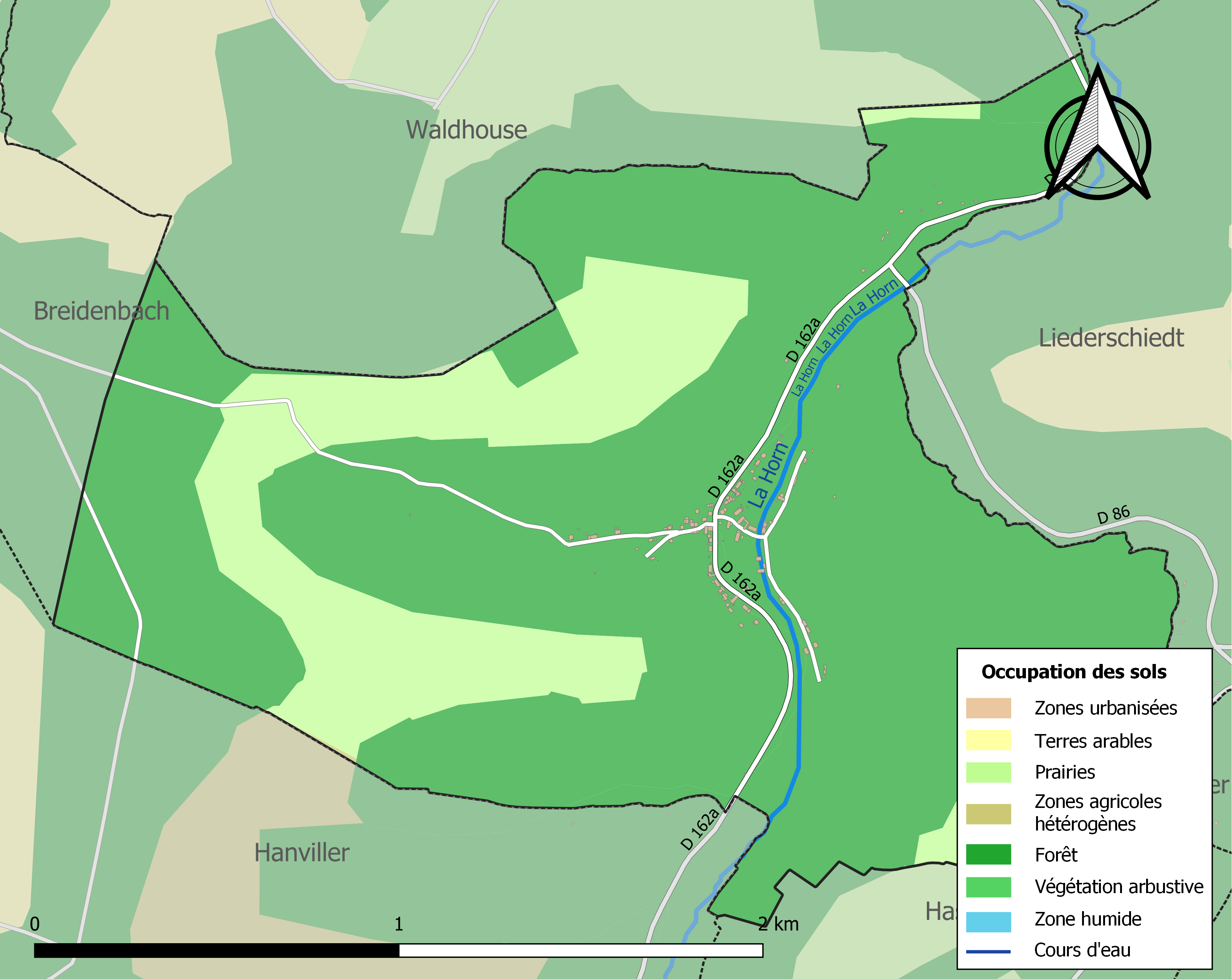
Carte des infrastructures et de l'occupation des sols de la commune en 2018 (CLC).

Commune bénéficiant du plan local d'urbanisme intercommunal du Pays de Bitche.

## Toponymie
- Butewire (1170), Buderswilre (1265), Bussweiler (1594), Bussweiler (XVIIIe siècle), Bouschviller (1756), Boussveiler (1771), Bousseweiller (an X), Busweiller (carte de Cassini), Bousseveiler ou Boussweiler (1825).
- Busswiller en francique lorrain[29].

## Histoire
Mentionné à la fin du XIIe siècle comme village-frontière de la seigneurie de Bitche, on trouve le village en 1493 sous la forme Buss-weyler, c’est-à-dire Bussonis-villare, du nom d'homme germanique Bosso ou Busso et du substantif vilare, weyler, le village.
Du point de vue spirituel, Bousseviller est tour à tour succursale de la paroisse de Walschbronn puis de Hanviller à partir de 1804, son église étant érigée en chapelle vicariale en 1847. Du point de vue administratif, le village fait partie de 1790 à 1801 de l'éphémère canton de Breidenbach puis passe dans celui de Volmunster.

## Politique et administration
| Période                                  | Période   | Identité              | Étiquette      | Qualité    |
| ---------------------------------------- | --------- | --------------------- | -------------- | ---------- |
| Les données manquantes sont à compléter. |           |                       |                |            |
| mars 1989                                | mars 2008 | Martin Bauer          |                |            |
| Mars 2008                                | mai 2020  | Marie-Agnès Philippon |                |            |
| mai 2020                                 | 2022      | Maryline Mérel        | Sans étiquette |            |
| 2022                                     | En cours  | Manuel Léoncini       |                | Technicien |

### Budget et fiscalité 2023
En 2023, le budget de la commune était constitué ainsi :
- total des produits de fonctionnement : 115 000 €, soit 928 € par habitant ;
- total des charges de fonctionnement : 96 000 €, soit 772 € par habitant ;
- total des ressources d'investissement : 5 000 €, soit 37 € par habitant ;
- total des emplois d'investissement : 25 000 €, soit 199 € par habitant ;
- endettement : 75 000 €, soit 602 € par habitant.

Avec les taux de fiscalité suivants :
- taxe d'habitation : 11,11 % ;
- taxe foncière sur les propriétés bâties : 26,48 % ;
- taxe foncière sur les propriétés non bâties : 67,68 % ;
- taxe additionnelle à la taxe foncière sur les propriétés non bâties : 0,00 % ;
- cotisation foncière des entreprises : 0,00 %.

Chiffres clés Revenus et pauvreté des ménages en 2021 : médiane en 2021 du revenu disponible, par unité de consommation : 20 820 €.

## Population et société

### Démographie

#### Évolution démographique
L'évolution du nombre d'habitants est connue à travers les recensements de la population effectués dans la commune depuis 1793. Pour les communes de moins de 10 000 habitants, une enquête de recensement portant sur toute la population est réalisée tous les cinq ans, les populations de référence des années intermédiaires étant quant à elles estimées par interpolation ou extrapolation. Pour la commune, le premier recensement exhaustif entrant dans le cadre du nouveau dispositif a été réalisé en 2006.

En 2022, la commune comptait 115 habitants, en évolution de −8 % par rapport à 2016 (Moselle : +0,52 %, France hors Mayotte : +2,11 %).
| 1793 | 1800 | 1806 | 1821 | 1836 | 1841 | 1861 | 1866 | 1871 |
| ---- | ---- | ---- | ---- | ---- | ---- | ---- | ---- | ---- |
| 559  | 119  | 203  | 230  | 284  | 306  | 256  | 250  | 261  |

| 1875 | 1880 | 1885 | 1890 | 1895 | 1900 | 1905 | 1910 | 1921 |
| ---- | ---- | ---- | ---- | ---- | ---- | ---- | ---- | ---- |
| 241  | 249  | 223  | 214  | 221  | 195  | 229  | 236  | 232  |

| 1926 | 1931 | 1936 | 1946 | 1954 | 1962 | 1968 | 1975 | 1982 |
| ---- | ---- | ---- | ---- | ---- | ---- | ---- | ---- | ---- |
| 248  | 240  | 250  | 135  | 141  | 151  | 166  | 178  | 154  |

| 1990 | 1999 | 2006 | 2011 | 2016 | 2021 | 2022 | - | - |
| ---- | ---- | ---- | ---- | ---- | ---- | ---- | - | - |
| 145  | 150  | 136  | 137  | 125  | 118  | 115  | - | - |

## Économie

### Entreprises et commerces

#### Agriculture
- Élevage et agriculture.

#### Tourisme
- Hébergements et restauration à Bousseviller, Liederschiedt, Waldhouse, Schorbach, Bitche.

#### Commerces
- Commerces et services de proximité à Bitch, Walschbronn[37].
- Exploitation forestière.

## Culture locale et patrimoine

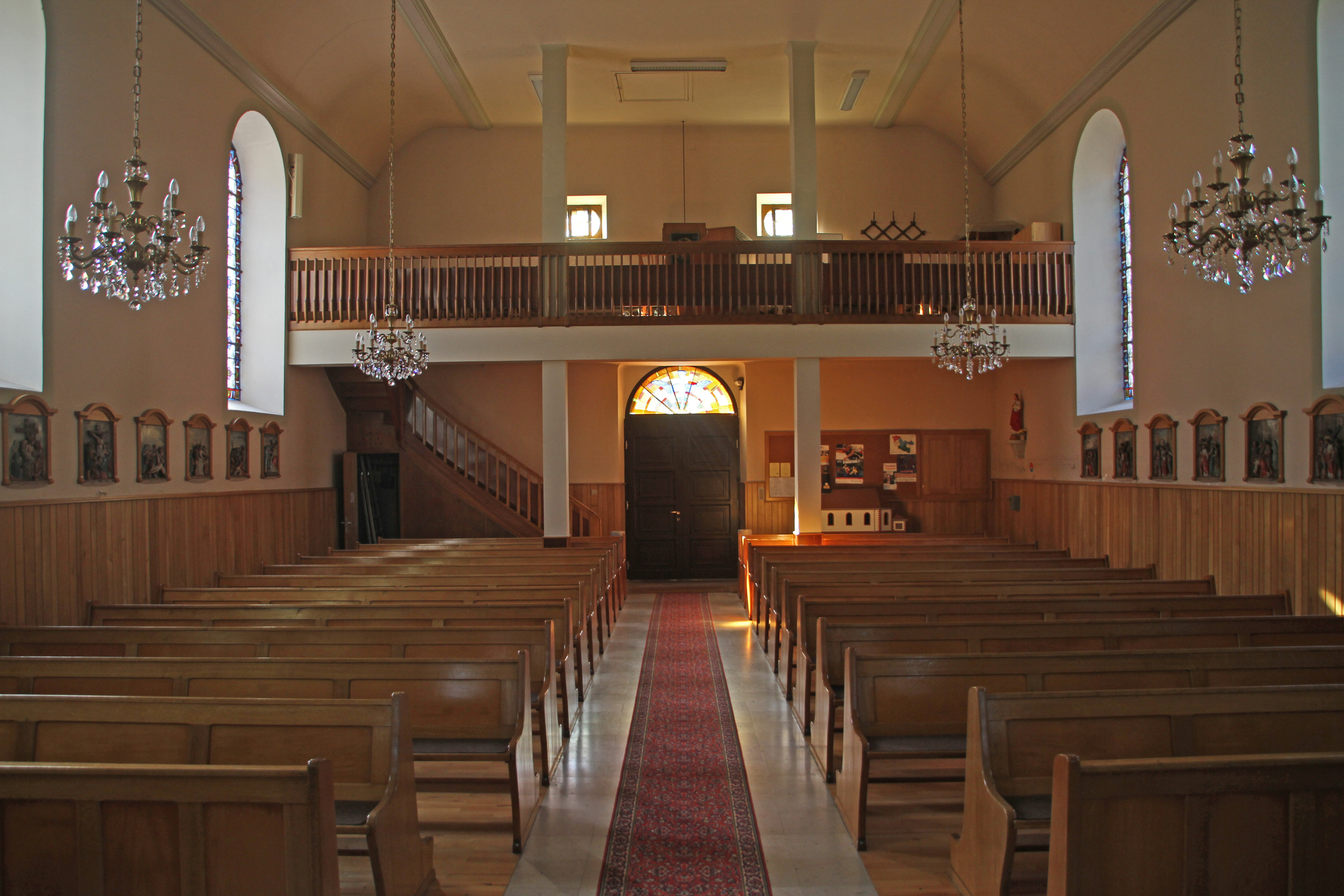
Église Sainte-Odile et Saint-Gengoult, vue sur la tribune.
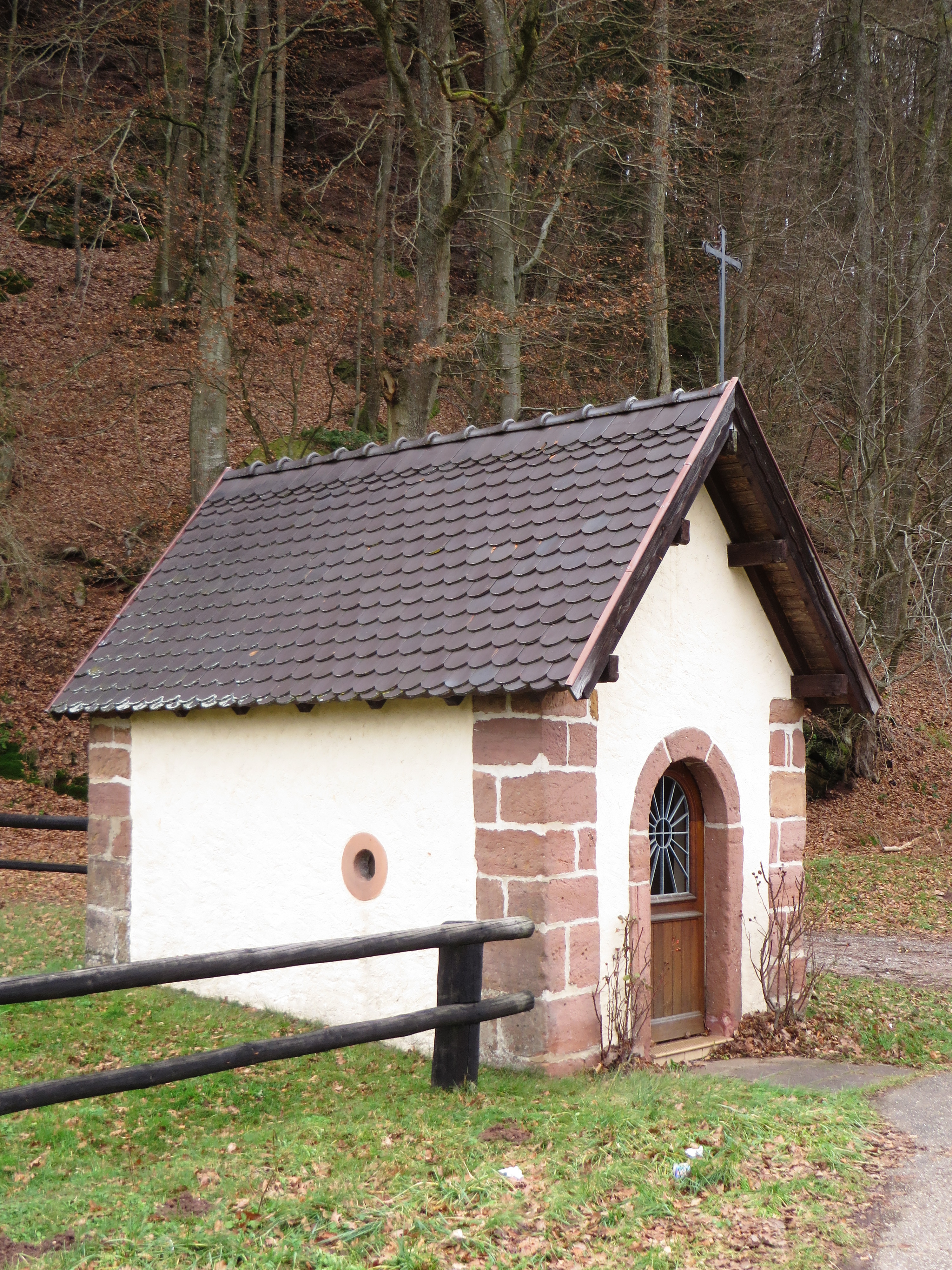
Chapelle Saint-Wendelin.
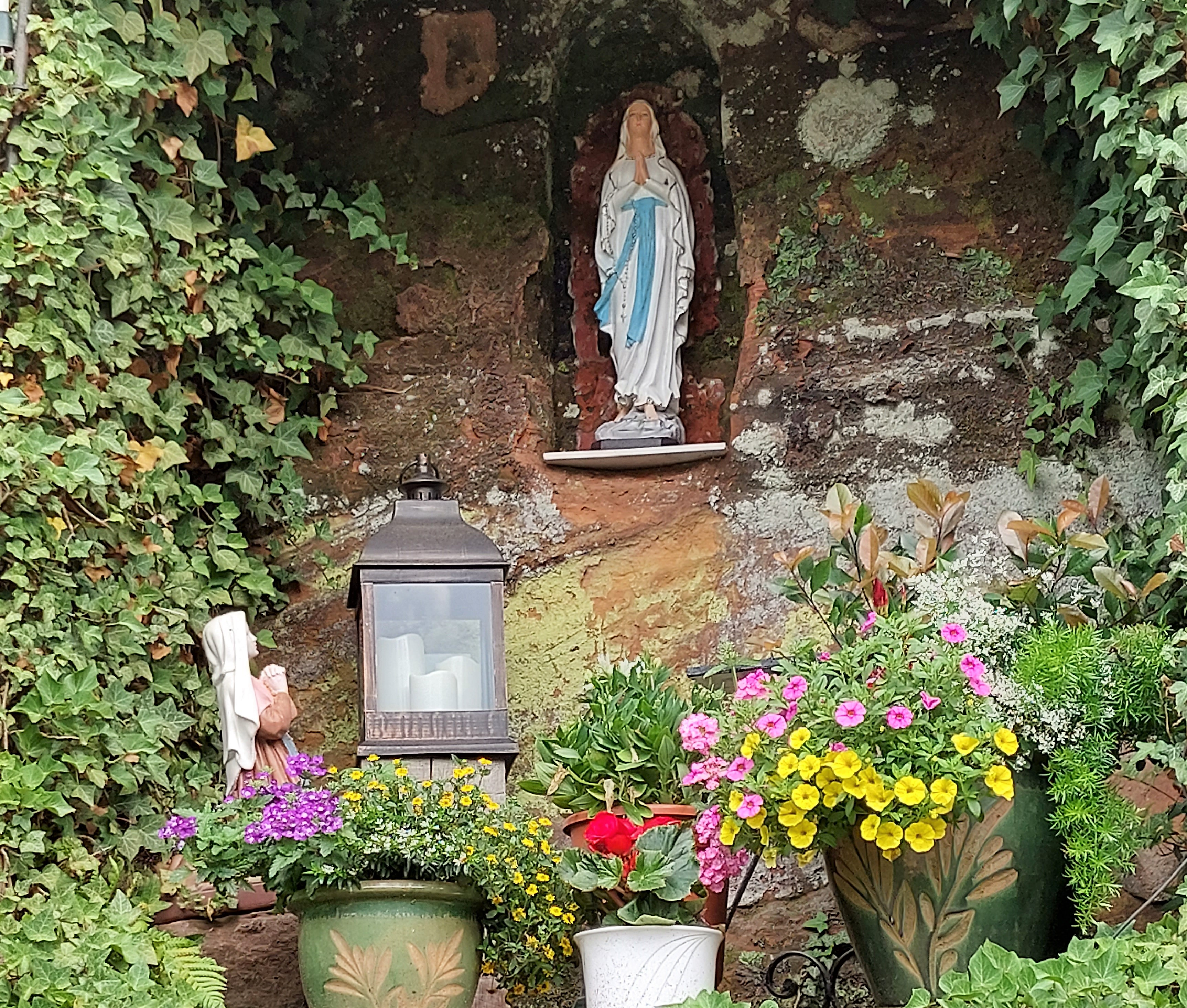
Grotte de Lourdes.
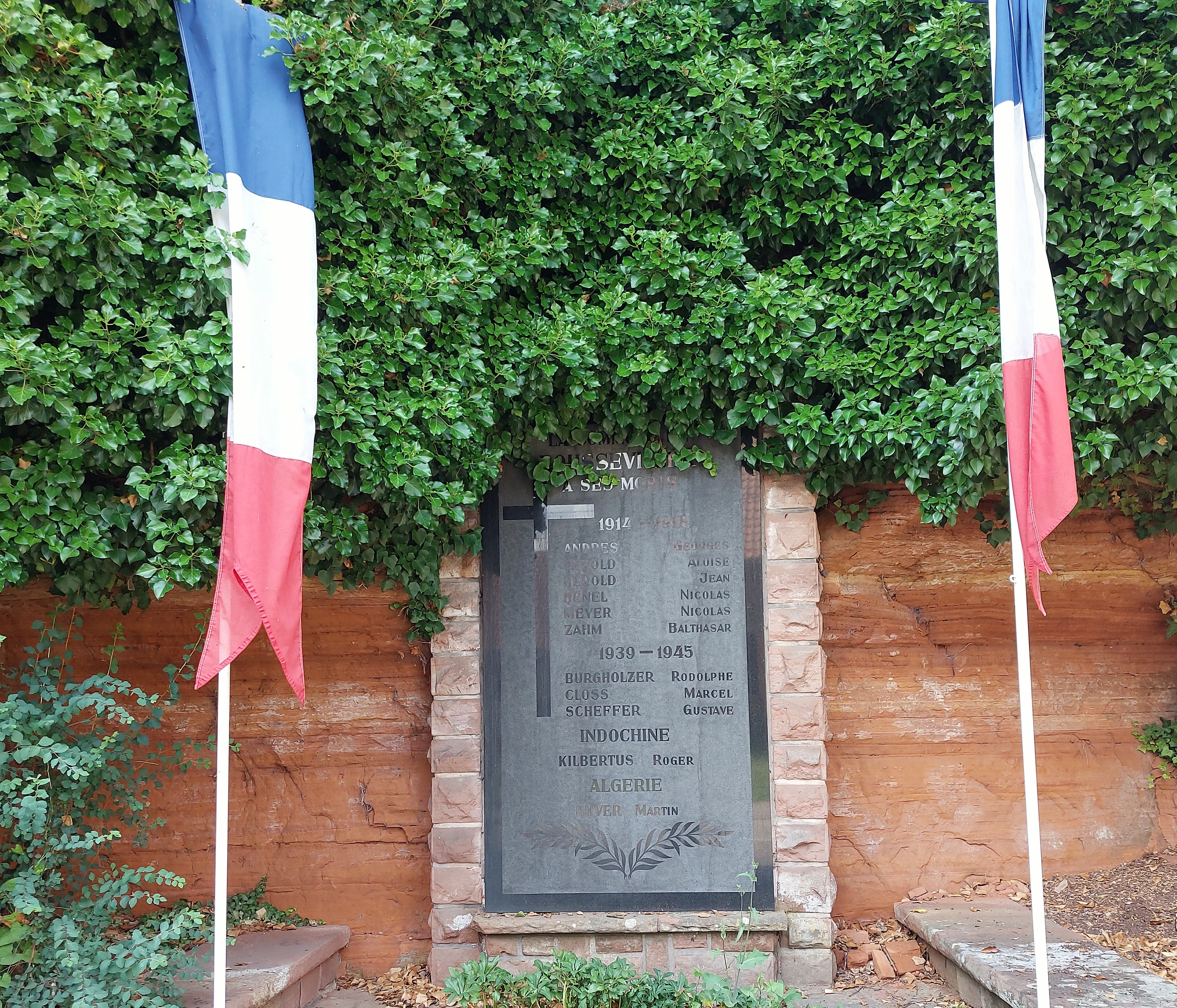
Monument aux morts.

### Lieux et monuments
Au-dessus de la porte d'entrée, un fronton ajouré du XVIIIe siècle, décoré d'un soleil encadré d'ailerons ourlés de feuillages, proviendrait, selon la tradition locale, de l'ancienne abbaye cistercienne de Sturzelbronn.

### Édifices religieux
- Église paroissiale  dédiée à sainte Odile et à saint-Gengoult, l'église est construite en 1781[38] pour remplacer une chapelle[39] mentionnée en 1607[40], élevée au pied du Kapellenberg, à un endroit jugé mauvais par les habitants parce que "tout contre un rocher très haut". De dimensions modestes, elle comporte une nef à vaisseau unique plafonné et un chœur à chevet polygonal, bien dans la tradition de l'architecture religieuse locale. Sa façade à haut pignon surmontée d'un campanile couvert d'un toit à bulbe l'apparente à la chapelle de l'Étang de Bitche et aux anciennes églises paroissiales de Bitche et Hanviller.

Le mobilier de l'église paroissiale Sainte-Odile.
* Verrière figurée sainte Catherine, sainte Odile.
* Retable du maître-autel.
* Autel, tabernacle.
* Statue (petite nature) sainte Odile.
* Croix d'autel.
- Chapelle Saint-Wendelin[47], reconstruite vers 1861, aux frais de Wendelin Conrad, au moment de la construction de la route de Bousseviller à Hanviller. Légèrement déplacée par rapport à la chapelle construite au XVIIe siècle ou XVIIIe siècle, à l'occasion d'une épizootie et dédiée, pour cette raison, à saint Wendelin, patron des bergers, invoqué pour les maladies des bêtes.

À l'intérieur, statue de saint Wendelin en plâtre
- Dans le cimetière qui entoure encore l'église, subsistent une croix monumentale du XVIIIe siècle[48] et plusieurs tombeaux[49],[50],[51] des années 1840-1850 , ornés à la face, pour plusieurs d'entre eux, d'un saule pleureur abritant sous ses branches les saints patrons des défunts, et au revers d'une Croix aux cinq plaies du Christ.
- Croix de chemin[52],[53],[54].
- Monument aux morts[55] : Conflits commémorés : Guerres 1914-1918 - 1939-1945 - Indochine (1946-1954) - AFN-Algérie (1954-1962).
- Grotte de Lourdes[56],[57].
- Patrimoine rural recensé par le service régional de l'Inventaire général du patrimoine culturel[58].

### Personnalités liées à la commune
- Le philosophe André Hirt est né dans la commune en 1955, où son père Arsène Hirt fut instituteur et secrétaire de mairie.

## Pour approfondir